# Tatort: Wahre Liebe
Wahre Liebe ist ein Fernsehfilm aus der Krimireihe Tatort. Der vom Westdeutschen Rundfunk unter der Regie von André Erkau produzierte Beitrag wurde am 28. September 2014 im Ersten ausgestrahlt. Es ist der 61. Fall des Kölner Ermittler-Teams Ballauf und Schenk und die 918. Tatortfolge.

## Handlung
Natascha Klein, die Betreiberin der Internet-Partneragentur „Lovecast“, wird erschlagen in ihrem Büro aufgefunden. Neben der von der Presse als „Liebes-Päpstin“ titulierten Agenturchefin liegt ein Briefumschlag mit 50.000 Euro. Somit ist ein Raubmord unwahrscheinlich und eher eine Beziehungstat zu vermuten.
Als erster Verdächtiger kommt der „Zauberer“ in Betracht, ein Heiratsschwindler, der über die Plattform von „Lovecast“ einige Kundinnen der Organisation um größere Geldsummen betrogen hat. Seine wahre Identität ist jedoch nicht bekannt. Die Kommissare Ballauf und Schenk ermitteln zusammen mit der neuen Aushilfsassistentin Gabi, die sich freiwillig als Lockvogel meldet, um den „Zauberer“ zu finden. Parallel befragen sie die betrogenen Frauen, die ihn, obwohl der Mann sie um fünfstellige Summen betrogen hat, immer noch bewundern. Konkrete Personenbeschreibungen erhalten die Ermittler trotz ihrer Befragungen nicht. Jede der geschädigten Frauen schildert ihn anders und Fotos hat keine von ihnen. Eine Spur führt zu Jürgen Fechner, der mit Natascha Klein, dem Mordopfer, zusammen Psychologie studiert hat, somit über ein fundiertes psychologisches Wissen verfügt, und mit dem das Opfer längere Zeit eine Beziehung hatte. Fechner ist allerdings nicht auffindbar.
Ein konkreter Tatverdächtiger ist der Lehrer Stefan Schmelzer, der das Opfer per E-Mail und auch persönlich bedroht hat, nachdem die angeblich so perfekte Partnervermittlung bei ihm total versagt hat. Er wird in Haft genommen, muss aber bald wieder auf freien Fuß gesetzt werden, weil er aufgrund von Indizien als Täter ausscheidet.
Der Gerichtsmediziner findet heraus, dass Natascha Klein vor kurzem einen Schwangerschaftsabbruch gehabt haben muss. Als Ballauf und Schenk den Ehemann der Toten dazu befragen, stellt sich heraus, dass das Kind nicht von ihrem Mann gewesen sein kann. Zur Tatzeit war er im Ausland und hat somit ein Alibi.
Bei der Durchsicht der Aufnahmen aus den Überwachungskameras der Firma „Lovecast“ fällt Ballauf ein unbekannter Mann auf, der möglicherweise der „Zauberer“ ist. Daneben ist vom Treppenaufgang zum Büro des Opfers keine Aufnahme verfügbar, da die entsprechende Kamera schon eine Weile defekt ist.
Gabi trifft sich inzwischen mit ihrem ersten Kandidaten aus dem Internet, der jedoch nicht der „Zauberer“ ist. Beim nächsten Kandidaten, der sich als „Engel“ vorstellt, ist sich die Assistentin sicher, dass er der Gesuchte ist. Als sie sich mit ihm abends in einer Bar verabredet, ist sie auf sich allein gestellt, da Ballauf und Schenk ihren Anruf nicht hören. Dementsprechend ist sie sehr nervös, was der psychologisch geschulte „Zauberer“ schnell bemerkt. Er hört aus ihren Antworten heraus, dass sie nicht die ist, für die sie sich ausgibt. Unter dem Vorwand, sich die Hände zu waschen, verlässt er durch einen Hinterausgang die Bar. Als sie nach ein paar Minuten ebenfalls auf die dunkle Straße tritt, überwältigt er sie. Er sagt ihr auf den Kopf zu, sie sei Polizistin, führt sie in einen verlassenen Schuppen und schließt sie mit ihren Handschellen an einer Eisenstange an. Mit einiger Mühe kann sie sich aus ihrer Lage befreien. Im Film wird nicht weiter aufgeklärt, was weiter mit dem "Zauberer" passiert.
Schenk gelingt es, den vermutlichen Liebhaber des Opfers ausfindig zu machen, und parallel entdeckt auch Ballauf diese Spur. Sie führt zum Hausmeister der Firma „Lovecast“, Matthias Freytag. Er war nicht nur der Liebhaber von Natascha Klein und Vater des abgetriebenen Kindes, sondern wusste als einziger, dass die Überwachungskamera defekt war. Er gibt zu, seine Geliebte im Affekt erschlagen zu haben, als sie ihn mit einem größeren Geldbetrag abfinden und die Beziehung beenden wollte.

## Hintergrund
Der Film wurde vom 22. Oktober 2013 bis 23. November 2013 in Köln und Elsdorf-Heppendorf gedreht. Christian Tasche als Staatsanwalt von Prinz hatte in diesem Tatort seinen letzten Auftritt. Er verstarb am 7. November 2013 noch während der Dreharbeiten.

## Rezeption

### Kritiken
Volker Bergmeister urteilt bei tittelbach.tv: „Ein reizvolles Thema – schade nur, dass der Fall sehr klassisch endet. Regisseur André Erkau hat dem Tatort aus der Rhein-Metropole einen neuen optischen Anstrich verpasst. Das wirkt frisch, ohne dass man auf Bewährtes verzichten muss.“
Sylvia Staude bei der Frankfurter Rundschau urteilt recht nüchtern: „Die Kölner Kommissare werden einem derweil immer unsympathischer in ihrer Dickfelligkeit. Ballauf, Klaus J. Behrendt, behandelt die reizende Kollegin Rosenberg, Juliane Köhler, schnöde. Und grummelt grundsätzlich gerne. Auch Freddy Schenk grummelt inzwischen grundsätzlich gerne. Schlecht gelaunt in den Ruhestand? Bahnt sich da womöglich was an?“

„Mord und Melancholie, das liegt in diesem 'Tatort' […] eng beisammen. Als Krimi funktioniert die Folge 'Wahre Liebe' nur mäßig, als Studie über die Sehnsucht mittelalter Großstadtbewohner umso besser. […] Der Hormonpegel ist […] hoch, der Spannungspegel eher niedrig. Wir gehen trotzdem mit. Schon wegen der wunderbaren Dialoge zwischen den beiden Ermittler-Sensibelchen.“

„Der Film ist Thriller und Psychogramm und Romanze und Buddy-Movie, er ist von allem ein bisschen und nichts richtig. Einfache Geschichte wird großes Durcheinander: Das ist es ja, was die Liebe anrichtet.“

### Einschaltquoten
Die Erstausstrahlung von Wahre Liebe am 28. September 2014 wurde in Deutschland von 10,60 Millionen Zuschauern gesehen und erreichte einen Marktanteil von 30,7 % für Das Erste.

### Trivia
Schenk fährt wie in "Trautes Heim" und "Brandmal" in diesem Fall bereits zum dritten Mal einen dunkelblauen 1968er Ford Mustang Fastback als Dienstwagen. Obwohl die Kennzeichen jedes Mal anders sind, liegt die Vermutung nahe, dass immer dasselbe Exemplar benutzt wurde. Ein weiteres Kuriosum ist in diesem Fall das Kennzeichen K-FS 408H, welches Freddy später in "Kartenhaus" an einem Chrysler New Yorker und in "Nachbarn" an einem Ford Granada erneut verwendet.